# Joseph Berkson
Joseph Berkson est un physicien, médecin et statisticien américain né en 1899 et mort en 1982. Il est considéré comme l'inventeur de la régression logistique.
Joseph Berkson a écrit un article intitulé  Are there two regressions?.
Il a aussi défendu l'estimateur du minimum du χ².